# Helena Nanne
Ingrid Helena Nanne, född 23 februari 1992 i Sankt Johannes församling i Malmö, är en svensk moderat politiker. Hon är sedan december 2021 oppositionsråd i Malmö stad.

## Biografi
Nanne är uppvuxen på Djupadal i Malmö, Malmöhus län och har en kandidatexamen i personal- och arbetslivsfrågor med arbetsrättslig inriktning från Lunds universitet.
Hon har tidigare arbetat med rekrytering på bemanningsföretag och som politisk sekreterare med kollektivtrafikfrågor för Moderaterna i Region Skåne. Nanne är sedan 21 oktober 2023 ledamot i Moderaternas partistyrelse.
Åren 2016–2020 var hon vice förbundsordförande för Moderata Ungdomsförbundet.